# 1726 au théâtre
| Années du théâtre : 1723 - 1724 - 1725 - 1726 - 1727 - 1728 - 1729    |
| Décennies du théâtre : 1690 - 1700 - 1710 - 1720 - 1730 - 1740 - 1750 |

## Pièces de théâtre représentées
- 18 mars : Œdipe d'Antoine Houdar de La Motte à la Comédie-Française

## Naissances
- 28 janvier : Christian Felix Weiße, pédagogue, dramaturge et écrivain allemand, mort le 16 décembre 1804.

## Décès
- 19 mai : Josef Anton Stranitzky, acteur, dramaturge et metteur en scène autrichien, qui développe le personnage-type comique Hans Wurst, né le 10 septembre 1676.